# Сатурн (премия, 2024)
48-я церемония вручения наград премии «Сатурн» (официальное название — «51-я юбилейная церемония вручения наград премии „Сатурн“»), присуждаемых Академией научной фантастики, фэнтези и фильмов ужасов лучшим работам в жанрах научной фантастики, фэнтези, ужасов и других жанрах, относящихся к жанрам фантастики в кино, телевидении и изданиях домашних медиа. Номер предыдущей церемонии также был изменён с 47-го на 50-й в честь 50-летия со дня первого вручения премии (в 1972 году); это изменение касается и данного мероприятия. Церемония награждения прошла 4 февраля 2024 года в отеле «Los Angeles Marriott Burbank Airport» в Бербанке, штат Калифорния, и во второй раз транслировалась в прямом эфире в приложении OTT и на канале ElectricNOW. Ведущим премии во второй раз подряд стал Джоэл Макхейл. В этом году церемония посвящена памяти актёра и бывшего ведущего премии Лэнса Реддика (1962—2023) и кинематографиста Уильяма Фридкина (1935—2023), предыдущего лауреата награды имени Джорджа Пала.
Даты объявления номинантов и церемонии награждения были отложены в знак солидарности с забастовками Гильдии сценаристов США и SAG-AFTRA, имевшими место со 2 мая по 9 ноября. Номинанты были объявлены 6 декабря 2023 года. У эпического научно-фантастического фильма «Аватар: Путь воды» больше всего номинаций — двенадцать, на две больше, чем было у оригинального фильма в 2010 году, — в том числе в категории «Лучший научно-фантастический фильм» и ещё в четырёх актёрских; за ним следует фильм «Оппенгеймер», у которого одиннадцать номинаций. По итогам церемонии вручения «Путь воды» получил больше всего наград — четыре, в том числе в категории «Лучший режиссёр», которой был удостоен постановщик картины Джеймс Кэмерон. Что касается категорий в области телевидения, третий и финальный сезон сериала «Звёздный путь: Пикар» возглавил список с семью номинациями; за ним следует «Звёздный путь: Странные новые миры» с шестью номинациями. В общей сложности все сериалы вселенной «Звёздного пути», что выходили на Paramount+, собрали четырнадцать номинаций на три разных проекта — это «Пикар» (7), «Странные новые миры» (6) и «Нижние палубы» (1), что является рекордным количеством номинаций за один год для франшизы в рамках данной премии. По итогам церемонии проекты франшизы получили в общей сложности пять наград: четыре из них (в том числе в категории «Лучший научно-фантастический телесериал») достались «Пикару», а одна — «Странным новым мирам».
В этот раз период подачи заявок на участие в премии «Сатурн» продлился с июля 2022 года по конец июля 2023 года для телевидения и до сентября 2023 года для кино.

## Изменения в категориях
| Впервые представлена - Лучший новый жанровый телесериал Возобновлена - Лучший супергеройский телесериал | Отменены - Лучший актёр стримингового телевидения - Лучшая актриса стримингового телевидения - Лучший телесериал стримингового телевидения в жанрах: хоррор / триллер - Лучший актёр второго плана стримингового телевидения - Лучшая актриса второго плана стримингового телевидения |

## Лауреаты и номинанты

### Кино
| Лучший супергеройский фильм | Лучший научно-фантастический фильм |
| --- | --- |

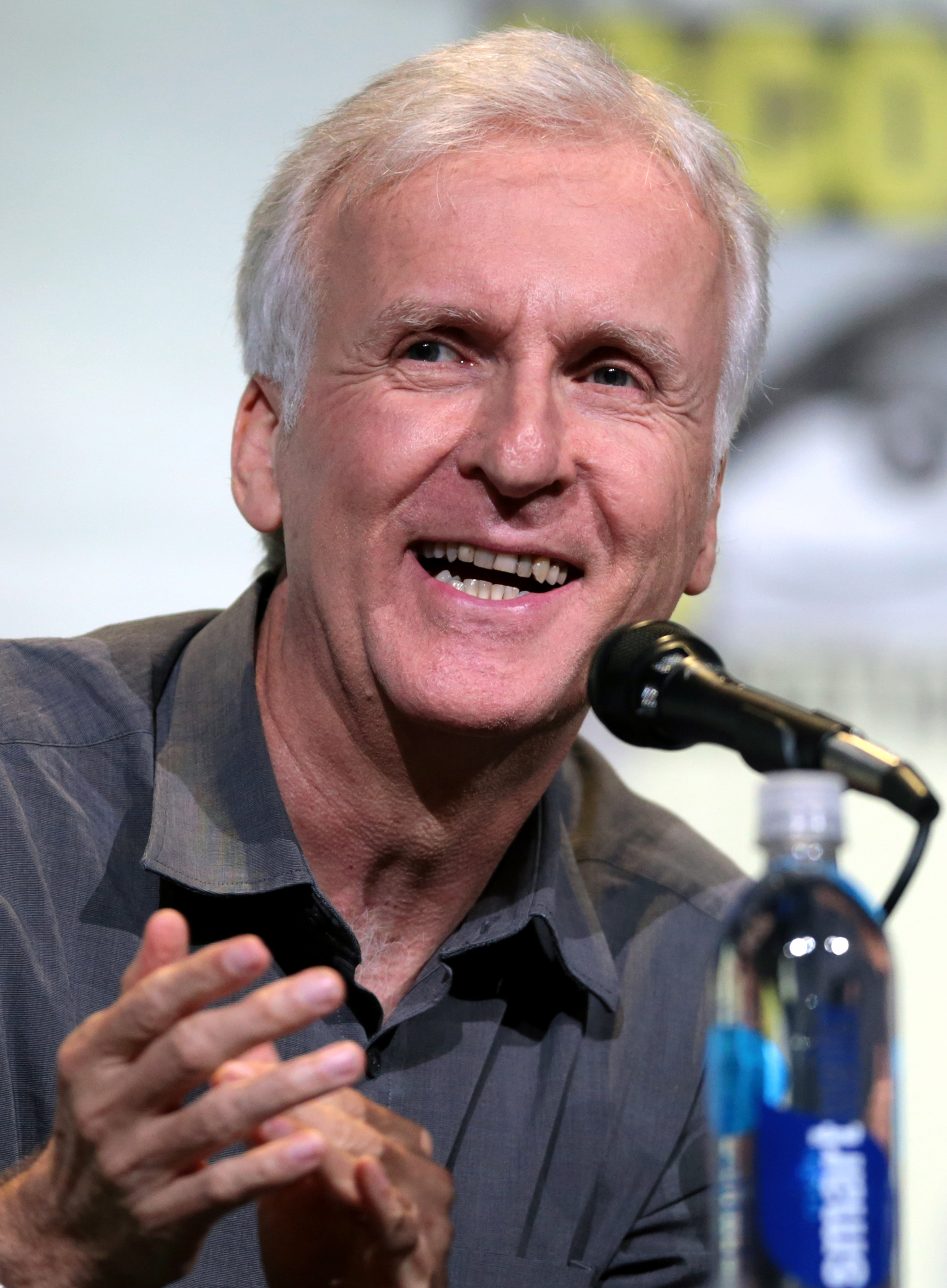
Джеймс Кэмерон, лауреат премии за лучшую режиссуру и лучший сценарий

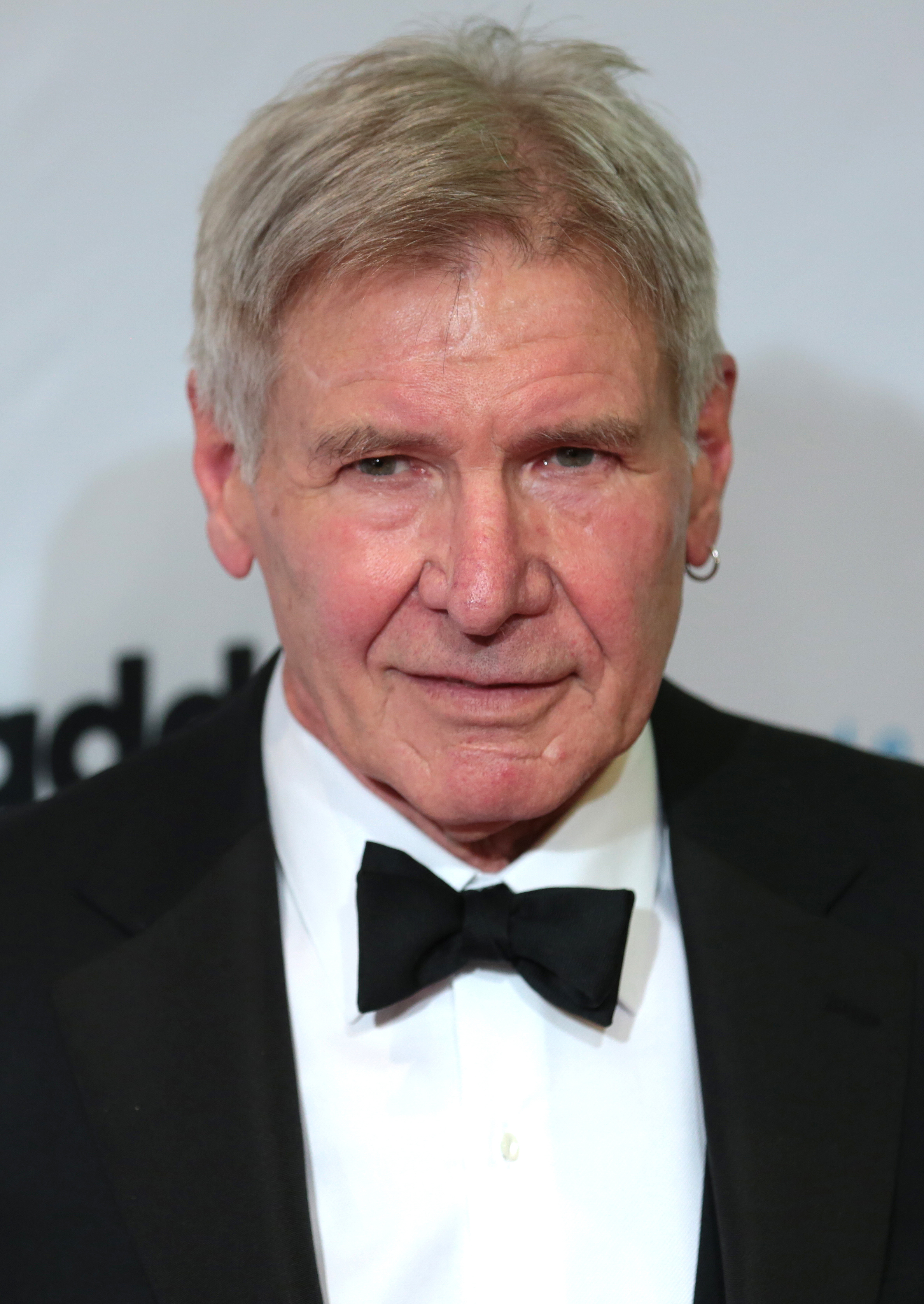
Харрисон Форд, лауреат премии за лучшую мужскую роль

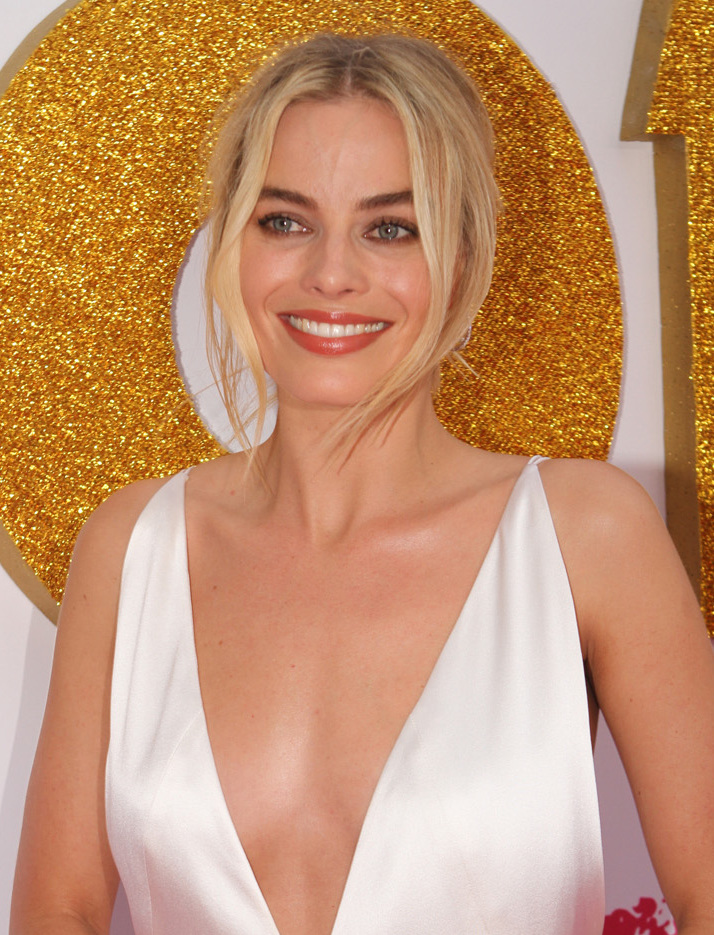
Марго Робби, лауреат премии за лучшую женскую роль

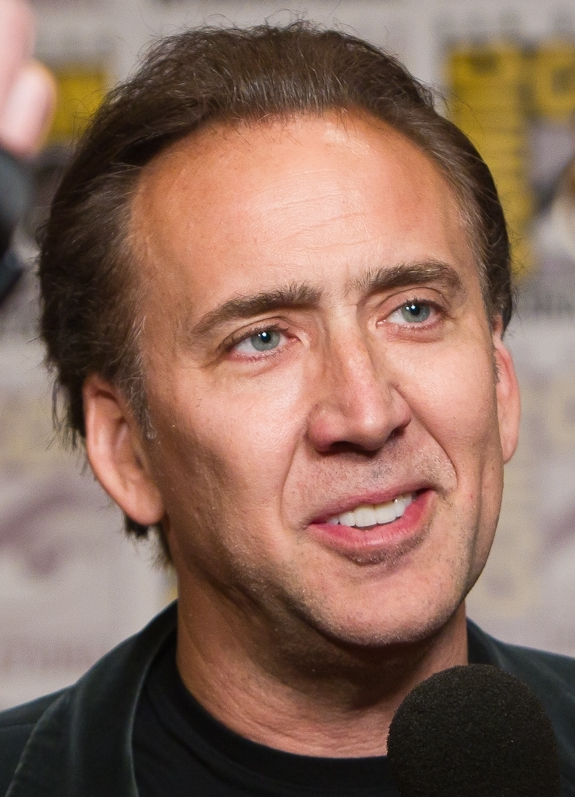
Николас Кейдж, лауреат премии за лучшую мужскую роль второго плана

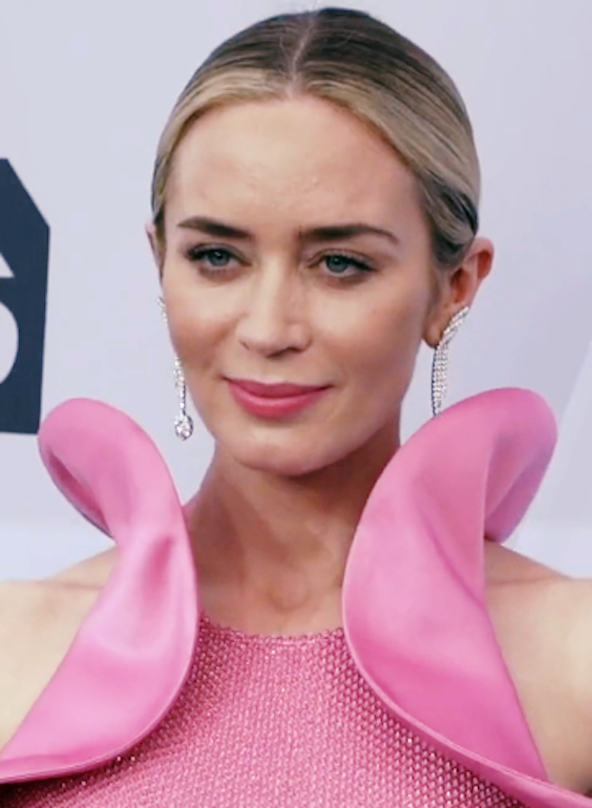
Эмили Блант, лауреат премии за лучшую женскую роль второго плана

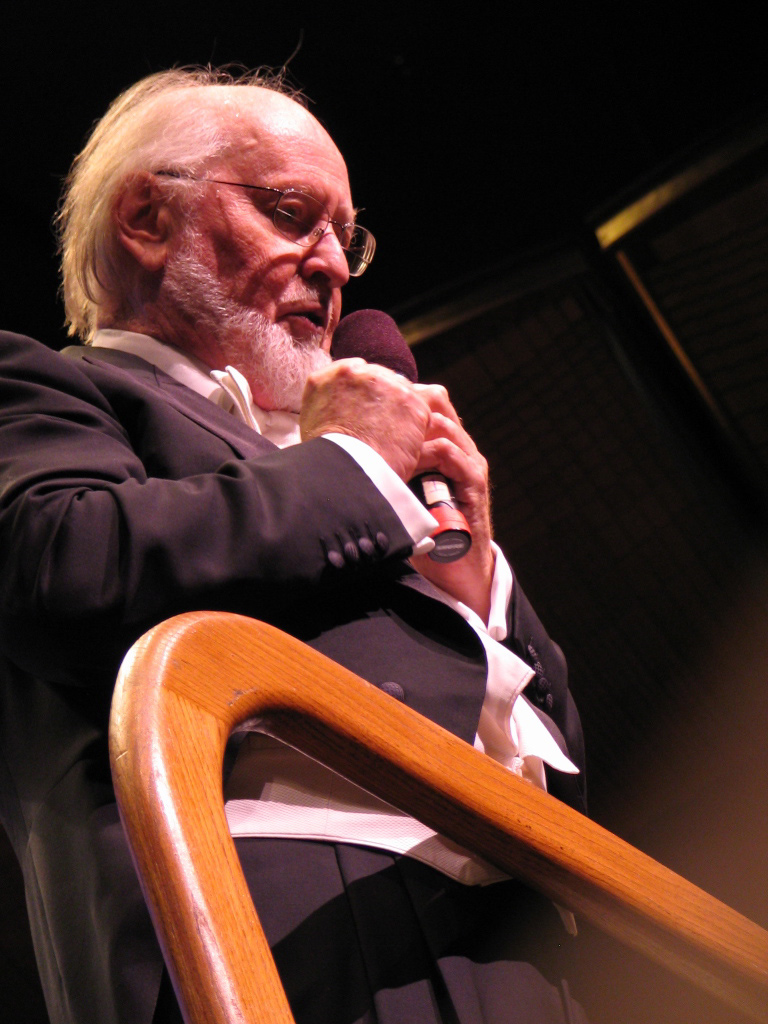
Джон Уильямс, лауреат премии за лучшую музыку к фильму

| - «Стражи Галактики. Часть 3» - «Синий Жук» - «Флэш» - «Человек-муравей и Оса: Квантомания» - «Чёрная пантера: Ваканда навеки» | - «Аватар: Путь воды» - «Добыча» - «М3ГАН» - «Создатель» - «Трансформеры: Восхождение Звероботов» |
| Лучший фэнтези-фильм | Лучший фильм ужасов |
| - «Индиана Джонс и Колесо судьбы» - «Барби» - «Особняк с привидениями» - «Подземелья и драконы: Честь среди воров» - «Русалочка» | - «Два, три, демон, приди!» - «Варвар» - «Восстание зловещих мертвецов» - «Астрал 5: Красная дверь» - «Крик 6» - «Ренфилд» - «Улыбка» |
| Лучший приключенческий фильм или боевик | Лучший фильм в жанре триллер |
| - «Миссия невыполнима: Смертельная расплата. Часть первая» - «Великий уравнитель 3» - «Джон Уик 4» - «Королева-воин» - «Быстрее пули» - «Форсаж 10» | - «Оппенгеймер» - «Меню» - «Не беспокойся, дорогая» - «Достать ножи: Стеклянная луковица» - «Стук в дверь» - «Урок» |
| Лучший анимационный фильм | Лучший иностранный фильм |
| - «Человек-паук: Паутина вселенных» - «Кот в сапогах: Последнее желание» - «Судзумэ, закрывающая двери» - «Братья Супер Марио в кино» - «Черепашки-ниндзя: Погром мутантов» - «Элементарно» | - «Бессмертный» ( Финляндия) - «Выкуп» ( Республика Корея) - «Двойной обман Мадлен Коллинз» ( Франция) - «Не говори никому» ( Дания) - «Происхождение зла» ( Канада) - «Пропавший» ( Филиппины) |
| Лучший режиссёр | Лучший сценарий |
| - Джеймс Кэмерон — «Аватар: Путь воды» - Грета Гервиг — «Барби» - Джеймс Ганн — «Стражи Галактики. Часть 3» - Марк Майлод — «Меню» - Джеймс Мэнголд — «Индиана Джонс и Колесо судьбы» - Кристофер Нолан — «Оппенгеймер» - Дэнни и Майкл Филиппу — «Два, три, демон, приди!» | - «Аватар: Путь воды» — Джеймс Кэмерон, Рик Джаффа и Аманда Сильвер - «Барби» — Ноа Баумбах и Грета Гервиг - «Меню» — Сет Рейсс и Уилл Трейси - «Миссия невыполнима: Смертельная расплата. Часть первая» — Эрик Йендресен и Кристофер Маккуорри - «Оппенгеймер» — Кристофер Нолан - «Пэрл» — Тай Уэст и Миа Гот                                                                          |
| Лучший актёр | Лучшая актриса |
| - Харрисон Форд — «Индиана Джонс и Колесо судьбы» (за роль Индианы Джонса) - Киллиан Мерфи — «Оппенгеймер» (за роль Дж. Роберта Оппенгеймера) - Крис Прэтт — «Стражи Галактики. Часть 3» (за роль Питера Квилла / Звёздного Лорда) - Киану Ривз — «Джон Уик 4» (за роль Джона Уика) - Сэм Уортингтон — «Аватар: Путь воды» (за роль Джейка Салли) - Рэйф Файнс — «Меню» (за роль шеф-повара Джулиана Словика) - Бен Кингсли — «Джулс» (за роль Милтона Робинсона)                                                                                       | - Марго Робби — «Барби» (за роль Барби) - Миа Гот — «Пэрл» (за роль Пэрл) - Виола Дэвис — «Королева-воин» (за роль генерала Наниски) - Эмбер Мидфандер — «Добыча» (за роль Нару) - Зои Салдана — «Аватар: Путь воды» (за роль Нейтири) - Аня Тейлор-Джой — «Меню» (за роль Марго Миллс / Эрин)                                                                                           |
| Лучший актёр второго плана | Лучшая актриса второго плана |
| - Николас Кейдж — «Ренфилд» (за роль Дракулы) - Роберт Дауни-младший — «Оппенгеймер» (за роль Льюиса Штраусса) - Райан Гослинг — «Барби» (за роль Кена) - Майкл Китон — «Флэш» (за роль Брюса Уэйна / Бэтмена) - Стивен Лэнг — «Аватар: Путь воды» (за роль Майлза Куоритча) - Мадс Миккельсен — «Индиана Джонс и Колесо судьбы» (за роль Юргена Воллера) | - Эмили Блант — «Оппенгеймер» (за роль Китти Оппенгеймер) - Анджела Бассетт — «Чёрная пантера: Ваканда навеки» (за роль королевы Рамонды) - Джейн Кертин — «Джулс» (за роль Джойс) - Мелисса Маккарти — «Русалочка» (за роль Урсулы) - Софи Уайлд — «Два, три, демон, приди!» (за роль Мии) - Фиби Уоллер-Бридж — «Индиана Джонс и Колесо судьбы» (за роль Хелены Шоу)                   |
| Лучший молодой актёр или актриса | Лучший монтаж |
| - Шоло Маридуэнья — Синий Жук» (за роль Хайме Рейеса / Синего Жука) - Вивьен Лира Блэр — «Бугимен» (за роль Сойер Харпер) - Вайолет Макгроу — «М3ГАН» (за роль Кэди) - Хэлли Бейли — «Русалочка» (за роль Ариэль) - Джек Чэмпион — «Аватар: Путь воды» (за роль Майлза «Паука» Сокорро) - Ноа Шнапп — «Репетитор» (за роль Джексона) | - «Оппенгеймер» — Дженнифер Лейм - «Джон Уик 4» — Нейтан Орлофф - «Индиана Джонс и Колесо судьбы» — Эндрю Бакленд, Майкл Маккаскер и Дик Уэстервелт - «Миссия невыполнима: Смертельная расплата. Часть первая» — Эдди Хэмилтон - «Аватар: Путь воды» — Стивен Ривкин, Дэвид Бреннер, Джон Рефуа и Джеймс Кэмерон - «Форсаж 10» — Дилан Хайсмит, Келли Мацумото, Корбин Мел и Лора Янович |
| Лучшая музыка | Лучшая работа художника-постановщика |
| - «Индиана Джонс и Колесо судьбы» — Джон Уильямс - «Барби» — Марк Ронсон и Эндрю Уайатт - «Аватар: Путь воды» — Саймон Фрэнглен - «Ренфилд» — Марко Белтрами - «Русалочка» — Алан Менкен - «Человек-паук: Паутина вселенных» — Дэниел Пембертон | - «Барби» — Сара Гринвуд - «Аватар: Путь воды» — Дилан Коул и Бен Проктор - «Джон Уик 4» — Кевин Кавано - «Оппенгеймер» — Рут де Йонг - «Ренфилд» — Алек Хаммонд - «Стражи Галактики. Часть 3» — Бет Микл |
| Лучший дизайн костюмов | Лучший грим |
| - «Барби» — Жаклин Дюрран - «Аватар: Путь воды» — Боб Бак и Дебора Скотт - «Индиана Джонс и Колесо судьбы» — Джоанна Джонстон - «Оппенгеймер» — Эллен Мирожник - «Стражи Галактики. Часть 3» — Джудианна Маковски - «Чёрная пантера: Ваканда навеки» — Рут Э. Картер | - «Переводчик» — Дональд Моуат - «Восстание зловещих мертвецов» — Люк Полти - «Добыча» — Алек Гиллис и Том Вудрафф-младший - «Оппенгеймер» — Луиза Абель и Джейсон Хамер - «Ренфилд» — Кристиен Тинсли - «Стражи Галактики. Часть 3» — Алексей Дмитриев, Линдси Макгоун и Шейн Махан |
| Лучшие спецэффекты | Лучший независимый фильм |
| - «Аватар: Путь воды» — Джо Леттери, Ричард Бейнхэм, Эрик Сейндон и Дэниел Барретт - «Индиана Джонс и Колесо судьбы» — Эндрю Уитехёрст, Кэти Сигел, Роберт Уивер и Алистер Уильямс - «Миссия невыполнима: Смертельная расплата. Часть первая» — Алекс Вуттке, Симона Коко, Джефф Сазерленд и Нил Корбоулд - «Оппенгеймер» — Эндрю Джексон, Джакомо Минео, Скотт Р. Фишер и Дэйв Джевецкий - «Создатель» — Джей Купер, Иэн Комли, Эндрю Робертс и Нил Корбоулд - «Стражи Галактики. Часть 3» — Стефан Черетти, Алексис Вайсброт, Гай Уильямс и Дэн Судик | - «Пэрл» - «Бруклин 45» - «Вышка» - «Джулс» - «Апория» - «Репетитор» |

### Телевидение
| Лучший научно-фантастический телесериал | Лучший телесериал в жанре фэнтези |
| --- | --- |

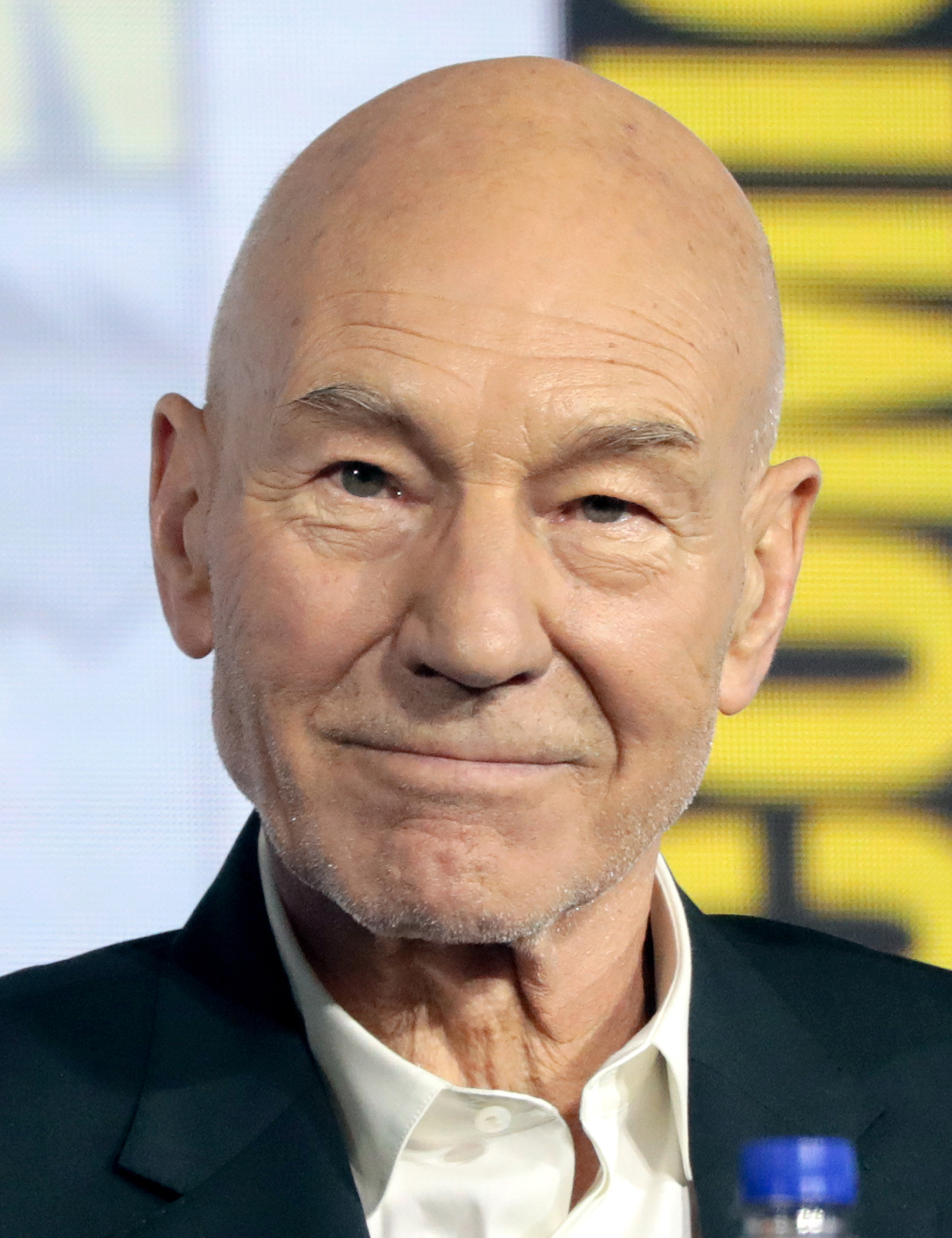
Патрик Стюарт, лауреат премии за лучшую мужскую роль в телесериале

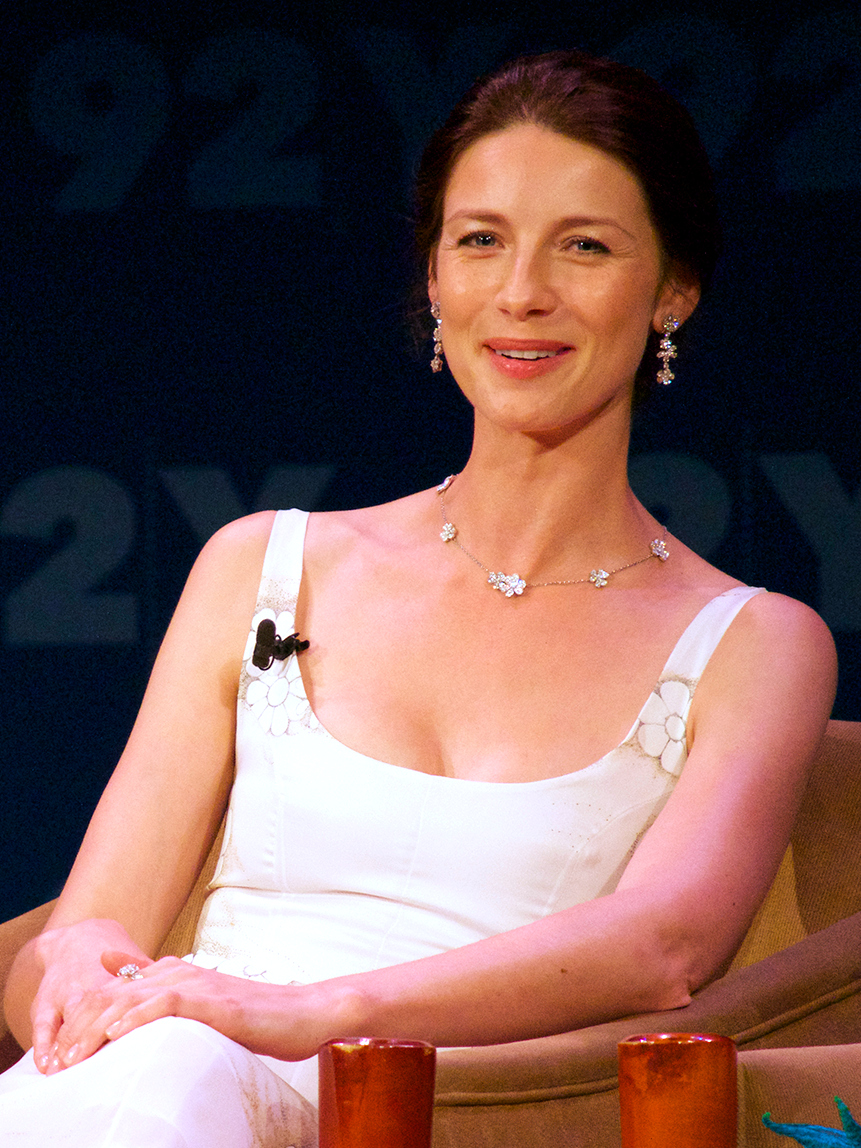
Катрина Балф, лауреат премии за лучшую женскую роль в телесериале

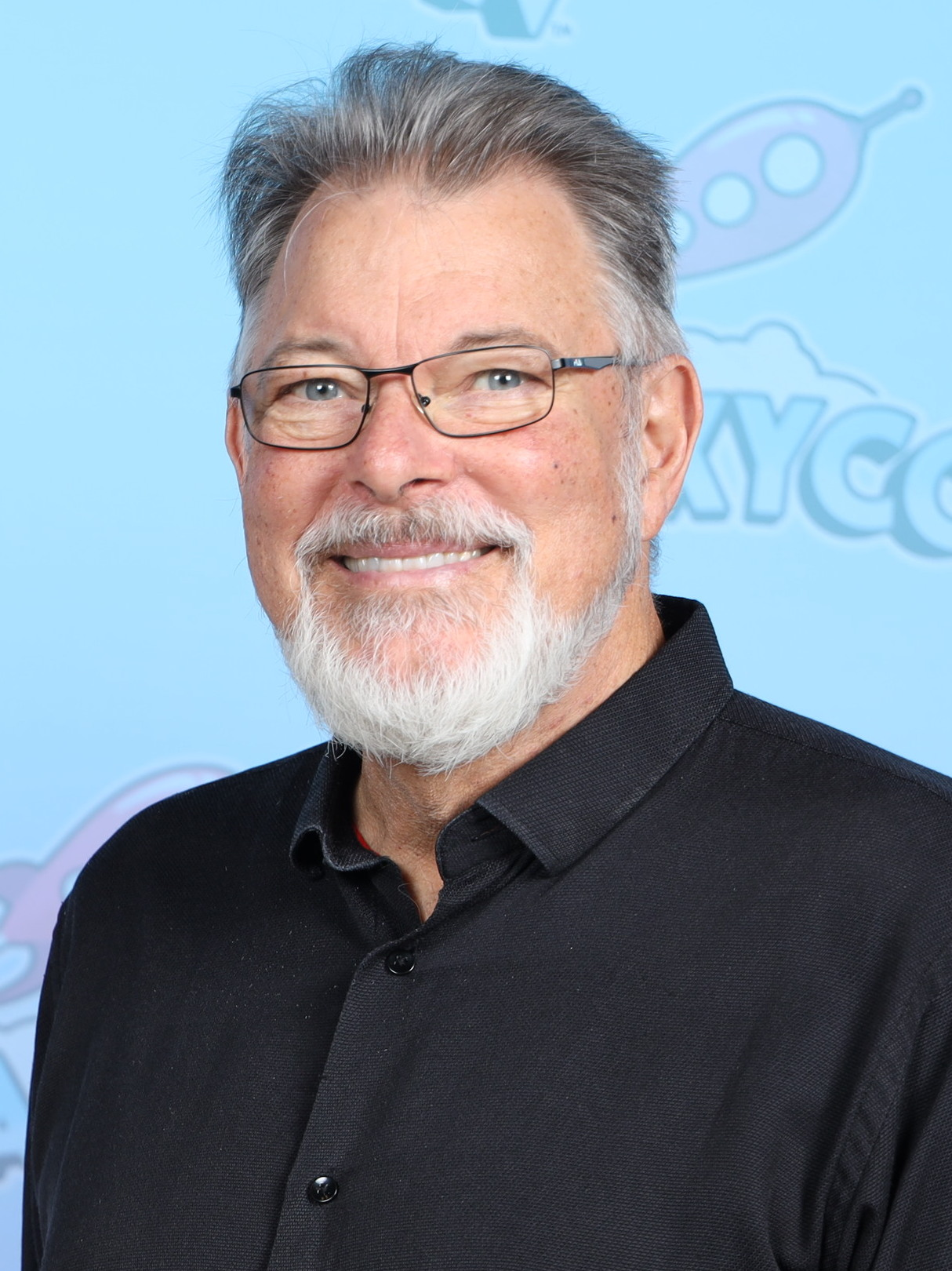
Джонатан Фрейкс, лауреат премии за лучшую мужскую роль второго плана в телесериале

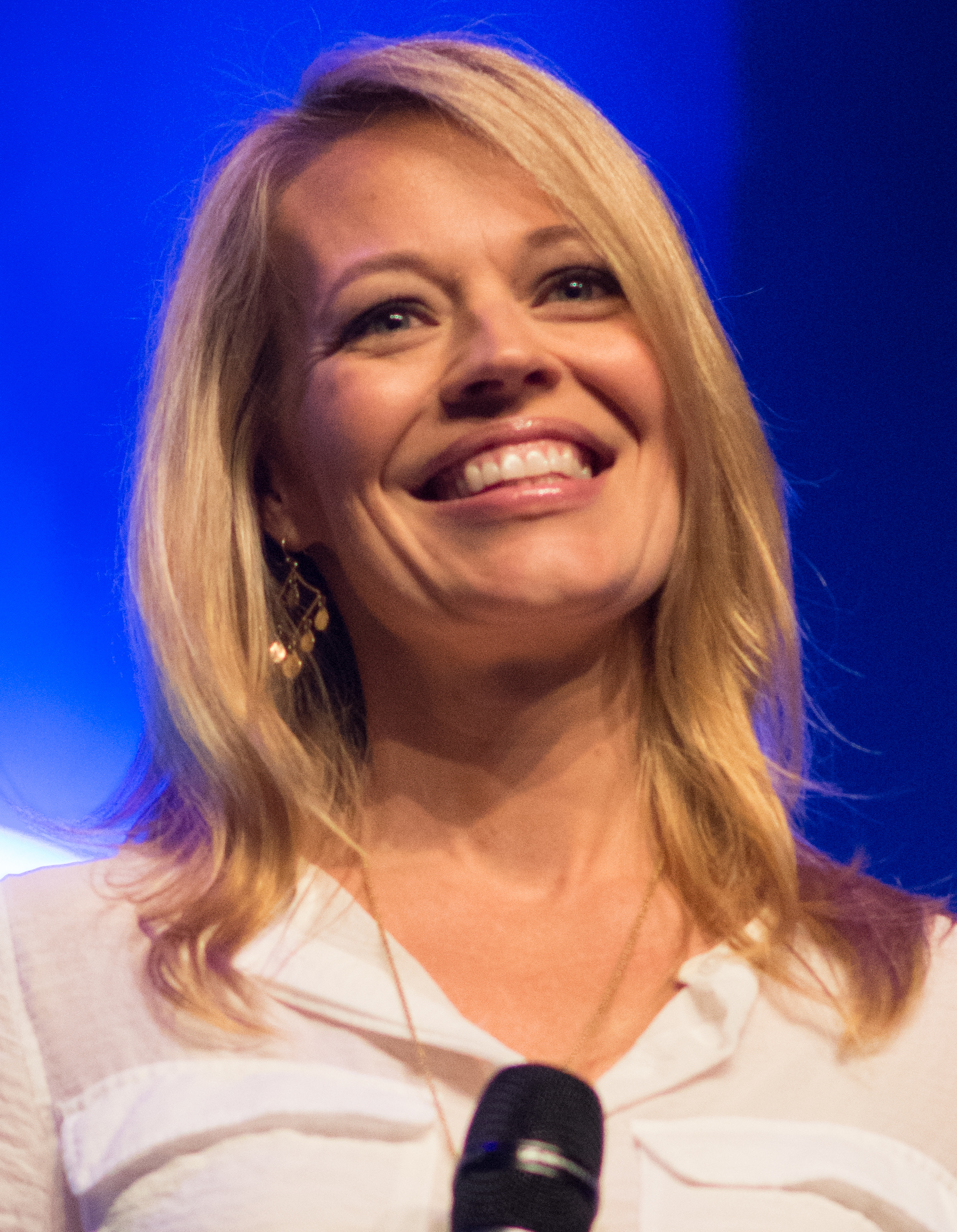
Джери Райан, лауреат премии за лучшую женскую роль второго плана в телесериале

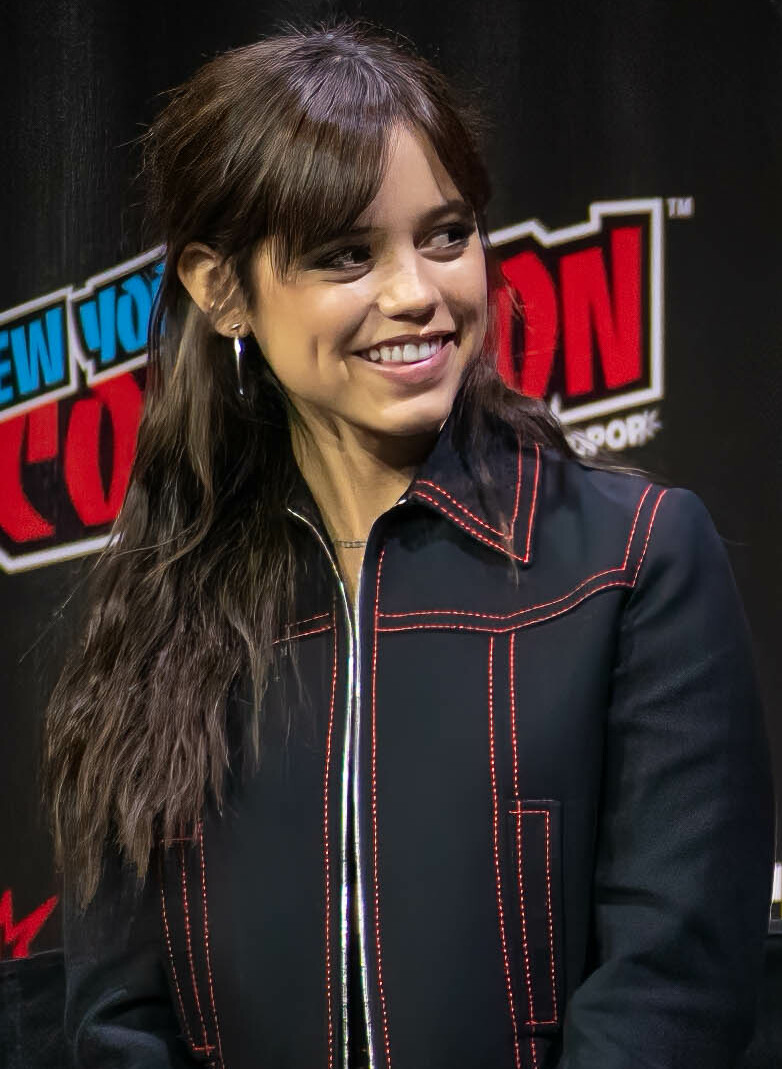
Дженна Ортега, лауреат премии за лучшую роль молодой актрисы в телесериале

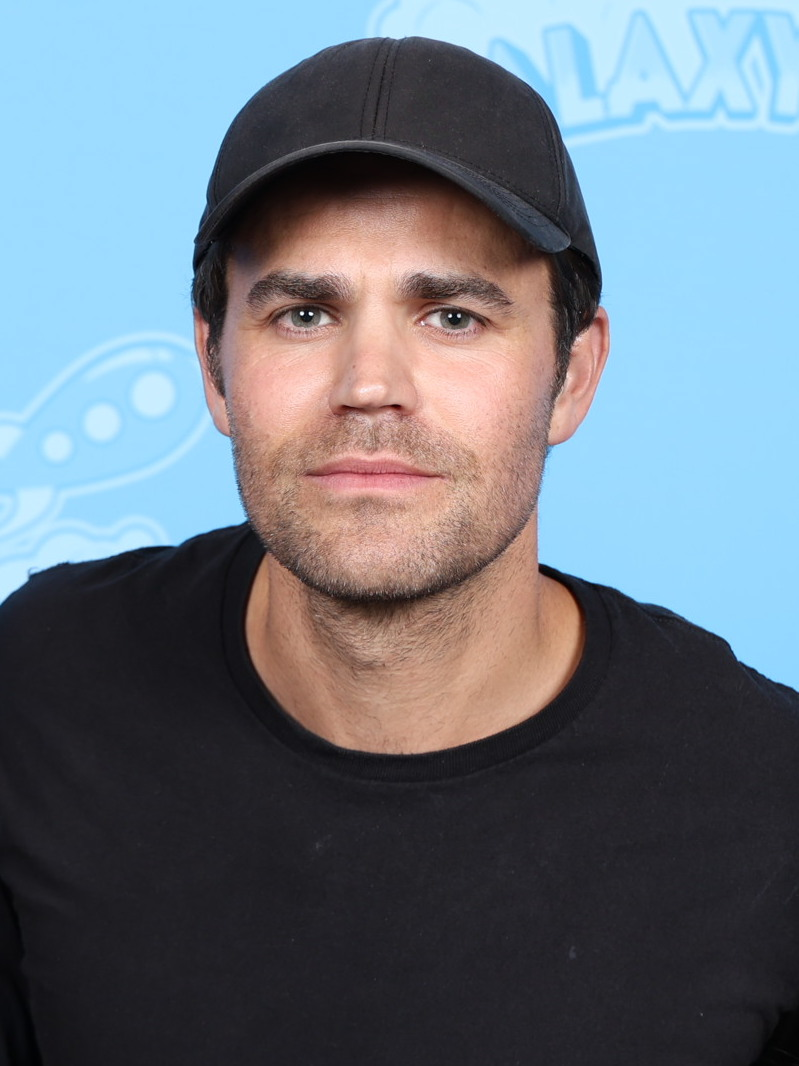
Пол Уэсли, лауреат премии за лучшую гостевую роль в телесериале

| - «Звёздный путь: Пикар» (Paramount+) - «Андор» (Disney+) - «Звёздный путь: Странные новые миры» (Paramount+) - «Мандалорец» (Disney+) - «Основание» (Apple TV+) - «Периферийные устройства» (Prime Video) - «Укрытие» (Apple TV+) | - «Уэнздей» (Netflix) - «Властелин колец: Кольца власти» (Prime Video) - «Дом Дракона» (HBO / Max) - «Мэйфейрские ведьмы» (AMC) - «Призраки» (Си-би-эс) - «Благие знамения» (Prime Video) - «Шмигадун!» (Apple TV+) |
| Лучший телесериал в жанре хоррор | Лучший телесериал в жанрах: экшн / триллер |
| - «Одни из нас» (HBO / Max) - «Бойтесь ходячих мертвецов» (AMC) - «Извне» (MGM+) - «Интервью с вампиром» (AMC) - «Американская история ужасов» (FX / Hulu) - «Чаки» (Syfy / USA Network) - «Чем мы заняты в тени» (FX / Hulu) | - «Чужестранка» (Starz) - «Джек Райан» (Prime Video) - «Квантовый скачок» (NBC) - «Ла-Брея» (NBC) - «Манифест» (Netflix) - «Ведьмак» (Netflix) - «Шершни» (Showtime) |
| Лучший анимационный телесериал или спецвыпуск | Лучший супергеройский телесериал |
| - «Звёздные войны: Бракованная партия» (Disney+) - «Гремлины: Тайны могвая» (HBO / Max) - «Звёздный путь: Нижние палубы» (Paramount+) - «Мои приключения с Суперменом» (Adult Swim) - «Пиноккио Гильермо дель Торо» (Netflix) - «Харли Квинн» (HBO / Max) - «Человек-бензопила» (Crunchyroll) | - «Супермен и Лоис» (The CW) - «Песочный человек» (Netflix) - «Роковой патруль» (HBO / Max) - «Секретное вторжение» (Disney+) - «Старгёрл» (The CW) - «Женщина-Халк: Адвокат» (Disney+) - «Флэш» (The CW) |
| Лучшая телепостановка | Лучший новый жанровый телесериал |
| - «Ночной оборотень» (Disney+) - «Клуб полуночников» (Netflix) - «Миссис Дейвис» (Peacock) - «Кабинет редкостей Гильермо дель Торо» (Netflix) - «Семейка монстров» (Netflix) - «Фокус-покус 2» (Disney+) - «Чёрное зеркало» (Netflix) | - «Андор» (Disney+) - «Властелин колец: Кольца власти» (Prime Video) - «Ковчег» (Syfy) - «Одни из нас» (HBO / Max) - «Укрытие» (Apple TV+) - «Уэнздей» (Netflix) - «Ходячие мертвецы: Мёртвый город» (AMC) |
| Лучший телеактёр | Лучшая телеактриса |
| - Патрик Стюарт – «Звёздный путь: Пикар» (Paramount+) (за роль Жан-Люка Пикара) - Энсон Маунт – «Звёздный путь: Странные новые миры» (Paramount+) (за роль Кристофера Пайка) - Педро Паскаль – «Одни из нас» (HBO / Max) (за роль Джоэла) - Гарольд Перрино – «Извне» (MGM+) (за роль Бойда Стивенса) - Диего Луна – «Андор» (Disney+) (за роль Кассиана Андора) - Тайлер Хеклин – «Супермен и Лоис» (The CW) (за роль Кларка Кента / Супермена) - Сэм Хьюэн – «Чужестранка» (Starz) (за роль Джейми Фрейзера)                                                                       | - Катрина Балф – «Чужестранка» (Starz) (за роль Клэр Фрейзер) - Эмма Д’Арси – «Дом Дракона» (HBO / Max) (за роль принцессы / королевы Рейениры Таргариен) - Лорен Коэн – «Ходячие мертвецы: Мёртвый город» (AMC) (за роль Мэгги Ри) - Роуз Макайвер – «Призраки» (Си-би-эс) (за роль Саманты «Сэм» Арондекар) - Татьяна Маслани – «Женщина-Халк: Адвокат» (Disney+) (за роль Дженнифер Уолтерс / Женщины-Халк) - Элизабет Таллок – «Супермен и Лоис» (The CW) (за роль Лоис Лейн) - Ребекка Фергюсон – «Укрытие» (Apple TV+) (за роль Джульетты Николс)       |
| Лучший телеактёр второго плана | Лучшая телеактриса второго плана |
| - Джонатан Фрейкс – «Звёздный путь: Пикар» (Paramount+) (за роль капитана Уильяма Райкера) - Итан Пек – «Звёздный путь: Странные новые миры» (Paramount+) (за роль Спока) - Мэтт Смит – «Дом Дракона» (HBO / Max) (за роль принца Деймона Таргариена) - Эд Спелирс – «Звёздный путь: Пикар» (Paramount+) (за роль Джека Крашера) - Тодд Стэшвик – «Звёздный путь: Пикар» (Paramount+) (за роль капитана Лиама Шоу) - Харви Гильен – «Чем мы заняты в тени» (FX / Hulu) (за роль Гильермо де ла Круса) - Эрни Хадсон – «Квантовый скачок» (NBC) (за роль Герберта «Мэджика» Уильямса) | - Джери Райан – «Звёздный путь: Пикар» (Paramount+) (за роль Семи-из-девяти) - Селия Роуз Гудинг – «Звёздный путь: Странные новые миры» (Paramount+) (за роль Нийоты Ухуры) - Женевьев О’Райли – «Андор» (Disney+) (за роль Мон Мотмы) - Джесс Буш – «Звёздный путь: Странные новые миры» (Paramount+) (за роль Кристин Чапел) - Кэти Сакхофф – «Мандалорец» (Disney+) (за роль Бо-Катан Крайз) - Софи Скелтон – «Чужестранка» (Starz) (за роль Брианны «Бри» Рэндалл Фрейзер) - Ребекка Уайсоки – «Призраки» (Си-би-эс) (за роль Генриетты «Гетти» Вудстоун) |
| Лучший молодой актёр или актриса в телесериале | Лучшая приглашённая звезда в телесериале |
| - Дженна Ортега – «Уэнздей» (Netflix) (за роль Уэнздей Аддамс) - Закари Артур – «Чаки» (Syfy / USA Network) (за роль Джейка Уилера) - Брэк Бэссинджер – «Старгёрл» (The CW) (за роль Кортни Уитмор / Старгёрл) - Милли Олкок – «Дом Дракона» (HBO / Max) (за роль молодой принцессы Рейениры Таргариен) - Фрейя Аллан – «Ведьмак» (Netflix) (за роль Цири) - Белла Рамзи – «Одни из нас» (HBO / Max) (за роль Элли) - Игби Ригни – «Клуб полуночников» (Netflix) (за роль Кевина) | - Пол Уэсли – «Звёздный путь: Странные новые миры» (Paramount+) (за роль Кирка) - Кэтрин Зета-Джонс – «Уэнздей» (Netflix) (за роль Мортиши Аддамс) - Ник Офферман – «Одни из нас» (HBO / Max) (за роль Билла) - Аманда Пламмер – «Звёздный путь: Пикар» (Paramount+) (за роль капитана Вадик) - Энди Серкис – «Андор» (Disney+) (за роль Кино Лоя) - Гаэль Гарсиа Берналь – «Ночной оборотень» (Disney+) (за роль Джека Расселла / Ночного оборотня) - Джанкарло Эспозито – «Мандалорец» (Disney+) (за роль моффа Гидеона)                                    |

### Домашние издания
| Лучшее издание фильма в формате 4K | Лучшее издание классического фильма |
| --- | --- |
| - «Джон Уик 4» (Lionsgate) - «Жить и умереть в Лос-Анджелесе» (Kino Lorber) - «Звёздный путь» — режиссёрское издание (Paramount) - «Изгоняющий дьявола»: 50 лет (Warner Bros.) - «Куджо» (Kino Lorber) - «Нужные вещи» (Kino Lorber) - «Приключения барона Мюнхгаузена» (Criterion) | - «Пришельцы с Марса» [4K] (Ignite) - «Нападение гигантской женщины» (Warner Archives) - «Ночь охотника» [4K] (Kino Lorber) - «Оно пришло из далёкого космоса» [4K] (Universal) - «Оно! Ужас из космоса» [4K] (Kino Lorber) - «Маньчжурский кандидат» [4K] (Kino Lorber) - «Тайна инков» (Kino Lorber)                                                     |
| Лучший коллекционный сборник | Лучшее издание телесериала |
| - «Супермен: Коллекция из пяти фильмов (1978—1987)» [4K Ultra HD + Blu-ray] (Warner Bros.) - «Классические монстры Universal: Иконы ужаса, том второй» [4K Ultra HD + Blu-ray] (Universal) - Коллекция Арсена Люпена (Kino Lorber) - Коллекция из 25 фильмов к 100-летию Warner Bros.: Том четвёртый (триллеры, научная фантастика и ужасы) (Warner Bros.) - Коллекция мистера Вонга (Kino Lorber) - «Ирвин Аллен: Мастер катастроф» (Shout! Factory) - «Шоускоп: Том второй» (Arrow Video) | - «Ночная галерея» (третий сезон) (Kino Lorber) - «Доктор Кто: Ужасные снежные люди» (BBC) - «Интервью с вампиром» (первый сезон) (AMC) - «Калейдоскоп ужасов» (третий сезон) (RLJ Entertainment) - «Квантовый скачок» (первый сезон) (Universal) - «Локи» (первый сезон) — 4K-стилбук (Disney Home Media) - «Лучше звоните Солу» (полная коллекция) (AMC) |

### Призы за особые достижения
- «За достижения в карьере» — Джоди Фостер[16]
- «За визионерство» — Кристофер Нолан[19]
- Премия Джорджа Пала — Дэйв Филони[20]
- «Наследие Лэнса Реддика» — Киану Ривз[21]
- Художественная премия имени Роберта Форстера — Сет Макфарлейн[22]
- «Наследие Дэна Кёртиса[англ.]» — франшиза «Ходячие мертвецы»[16]
- «За пожизненные достижения» — актёрский состав сериала «Звёздный путь: Следующее поколение»[16][a]

## Проекты с множеством номинаций
| Кол-во номинаций | Фильм                                                    | Жанр                 | Дистрибьютор           |
| ---------------- | -------------------------------------------------------- | -------------------- | ---------------------- |
| 12               | «Аватар: Путь воды»                                      | Научная фантастика   | Disney                 |
| 11               | «Оппенгеймер»                                            | Триллер              | Universal              |
| 9                | «Индиана Джонс и Колесо судьбы»                          | Фэнтези              | Disney                 |
| 8                | «Барби»                                                  | Фэнтези              | Warner Bros.           |
| 7                | «Стражи Галактики. Часть 3»                              | Супергероика         | Disney                 |
| 5                | «Джон Уик 4»                                             | Боевик / приключения | Lionsgate              |
| 5                | «Меню»                                                   | Триллер              | Searchlight Pictures   |
| 5                | «Ренфилд»                                                | Хоррор               | Universal              |
| 4                | «Миссия невыполнима: Смертельная расплата. Часть первая» | Боевик / приключения | Paramount              |
| 4                | «Русалочка»                                              | Фэнтези              | Disney                 |
| 3                | «Два, три, демон, приди!»                                | Хоррор               | A24                    |
| 3                | «Джулс»                                                  | Научная фантастика   | Bleecker Street        |
| 3                | «Добыча»                                                 | Научная фантастика   | Hulu                   |
| 3                | «Пэрл»                                                   | Хоррор               | A24                    |
| 3                | «Чёрная пантера: Ваканда навеки»                         | Супергероика         | Disney                 |
| 2                | «Восстание зловещих мертвецов»                           | Хоррор               | Warner Bros.           |
| 2                | «Королева-воин»                                          | Боевик / приключения | TriStar                |
| 2                | «М3ГАН»                                                  | Научная фантастика   | Universal              |
| 2                | «Репетитор»                                              | Триллер              | Vertical Entertainment |
| 2                | «Синий Жук»                                              | Супергероика         | Warner Bros.           |
| 2                | «Создатель»                                              | Научная фантастика   | 20th Century Studios   |
| 2                | «Флэш»                                                   | Супергероика         | Warner Bros.           |
| 2                | «Форсаж 10»                                              | Боевик / приключения | Universal              |
| 2                | «Человек-паук: Паутина вселенных»                        | Анимация             | Sony                   |

| Кол-во номинаций | Сериал                               | Жанр                           | Канал            |
| ---------------- | ------------------------------------ | ------------------------------ | ---------------- |
| 7                | «Звёздный путь: Пикар»               | Научная фантастика             | Paramount+       |
| 6                | «Звёздный путь: Странные новые миры» | Научная фантастика             | Paramount+       |
| 5                | «Андор»                              | Научная фантастика             | Disney+          |
| 5                | «Одни из нас»                        | Хоррор                         | HBO / Max        |
| 4                | «Дом Дракона»                        | Фэнтези                        | HBO / Max        |
| 4                | «Уэнздей»                            | Хоррор                         | Netflix          |
| 4                | «Чужестранка»                        | Боевик / приключения / триллер | Starz            |
| 3                | «Квантовый скачок»                   | Боевик / приключения / триллер | NBC              |
| 3                | «Мандалорец»                         | Научная фантастика             | Disney+          |
| 3                | «Призраки»                           | Фэнтези                        | Си-би-эс         |
| 3                | «Супермен и Лоис»                    | Супергероика                   | The CW           |
| 3                | «Укрытие»                            | Научная фантастика             | Apple TV+        |
| 2                | «Ведьмак»                            | Фэнтези                        | Netflix          |
| 2                | «Властелин колец: Кольца власти»     | Фэнтези                        | Prime Video      |
| 2                | «Женщина-Халк: Адвокат»              | Супергероика                   | Disney+          |
| 2                | «Извне»                              | Хоррор                         | MGM+             |
| 2                | «Интервью с вампиром»                | Хоррор                         | AMC              |
| 2                | «Клуб полуночников»                  | Хоррор                         | Netflix          |
| 2                | «Ночной оборотень»                   | Супергероика                   | Disney+          |
| 2                | «Старгёрл»                           | Супергероика                   | The CW           |
| 2                | «Ходячие мертвецы: Мёртвый город»    | Хоррор                         | AMC              |
| 2                | «Чаки»                               | Хоррор                         | Syfy USA Network |
| 2                | «Чем мы заняты в тени»               | Хоррор                         | FX / Hulu        |

## Проекты с множеством побед
| Кол-во Побед | Фильм                           | Жанр               | Дистрибьютор |
| ------------ | ------------------------------- | ------------------ | ------------ |
| 4            | «Аватар: Путь воды»             | Научная фантастика | Disney       |
| 3            | «Барби»                         | Фэнтези            | Warner Bros. |
| 3            | «Индиана Джонс и Колесо судьбы» | Фэнтези            | Disney       |
| 3            | «Оппенгеймер»                   | Триллер            | Universal    |

| Кол-во Побед | Сериал                 | Жанр                           | Канал      |
| ------------ | ---------------------- | ------------------------------ | ---------- |
| 4            | «Звёздный путь: Пикар» | Научная фантастика             | Paramount+ |
| 2            | «Чужестранка»          | Боевик / приключения / триллер | Starz      |
| 2            | «Уэнздей»              | Хоррор                         | Netflix    |

## Комментарии
1. ↑  «Обычно награда „За жизненные достижения“ вручается одному конкретному человеку за его вклад в развитие жанра. Её получали такие великие люди, как Стэн Ли и Леонард Нимой, мистер Спок собственной персоной. Для нас это не ново, но в этом году награду получат все актёры, что снимались в сериале „Звёздный путь: Следующее поколение“, так как этот проект по-прежнему оказывает значимое влияние на телевидение в целом. Поначалу он шёл по стопам оригинального сериала „Звёздный путь“ и из-за этого был обречён на провал, но со временем ему удалось стать по-своему уникальным, а разнообразный актёрский состав опередил своё время на много световых лет!» — Академия научной фантастики, фэнтези и фильмов ужасов[16].